# Uhlířské Janovice
Uhlířské Janovice település Csehországban, a Kutná Hora-i járásban. Uhlířské Janovice Rašovice, Petrovice II, Skvrňov, Staňkovice, Vavřinec, Zbizuby, Rataje nad Sázavou és Sudějov településekkel határos. Lakosainak száma 3136 fő (2024. január 1.).

## Népesség
A település lakosságának változását az alábbi diagram mutatja:
| Lakosok száma | 3270 | 3158 | 2942 | 2487 | 3010 | 3077 | 3085 | 3126 | 3077 | 3136 |
|               | 1869 | 1890 | 1921 | 1950 | 1980 | 2001 | 2017 | 2019 | 2022 | 2024 |